# منصور علیمرادی
منصور علیمرادی (زاده ۱۳۵۶)، نویسنده، شاعر، پژوهشگر فرهنگ عامه و روزنامه‌نگارایرانی است. او برای رمان تاریک ماه برگزیده هفت اقلیم و همچنین نامزد جایزه چهل و جایزه ادبی بوشهر شده‌است. همچنین برای کتاب اشعار و ترانه‌های شفاهی مردمان حوزه هلیل‌رود برگزیده جایزه باستانی پاریزی شد. او با رمان اوراد نیمروز به عنوان اثر شایسته تقدیر در جایزه ادبی جلال آل احمد معرفی شده‌است.

## زندگی‌نامه
منصور علیمرادی سال ۱۳۵۶ در روستای کغارکی در جنوب استان کرمان به دنیا آمد. او از سنین نوجوانی به سرودن شعر و نوشتن داستان پرداخت و پس از آن، به فعالیت در حوزهٔ فرهنگ و ادب شفاهی جنوب استان کرمان روی آورد.

## کتابشناسی
پژوهش فرهنگ عامه
| سال انتشار | نام کتاب                                    | انتشارات   | توضیحات |
| ---------- | ------------------------------------------- | ---------- | --- |
| ۱۳۸۹       | شروگ ماه                                    | آموت       | در این مجموعه سروده پانزده شاعر محلی به همراه برگردان شعرها و توضیحی دربارهٔ زبان و نوع گویش خاص شعری هر منطقه گرد آمده‌است. |
| ۱۳۹۴       | لیکوهای رودباری                             | نون        | از لیکو به عنوان یکی از کوتاه‌ترین سروده‌های شفاهی یاد می‌شود که به صورت آوازی از قدیم تا روزگار معاصر نسل به نسل در رودبار و بلوچستان در زندگی روزمره مردم جریان داشته و دارد. لیکو نوعی شعر چهار کلمه‌ای موزون و مقفا است که در ان از زندگی و هستی سخن به میان می‌آید. لیکو برگرفته از نام پرنده‌ای کوچک هم‌اندازه گنجشک است که آواز خوشی دارد. از این نوع شعری به عنوان بازمانده شعر شفاهی ایران باستان یاد می‌شود. |
| ۱۳۹۳       | مرد رودباری و دختر بازرگان                  | فرهنگ عامه | دربرگیرنده افسانه‌های مردمان کرانه‌های رود هلیل است. |
| ۱۳۹۵       | اشعار و ترانه‌های شفاهی مردمان حوزه هلیل رود | فرهنگ عامه | مجلد نخست این کتاب دربرگیرنده دوبیتی‌ها، لالایی‌ها، لیکوها، اشعار دوران خدمت سربازی، شاعران بی‌سواد مرد، شاعران بی‌سواد زن، تک بیت‌ها و… از هفت شهرستان جیرفت، عتبرآباد، رودبار جنوب، کهنوج، فاریاب، منوجان و قلعه گنج است. همچنین جلد دوم این اثر شامل ترانه‌های شادمانی، اشعار حماسی، اشعار سوگ و عزا، مویه‌ها، نوحه‌های قدیمی و … است.                                                                              |
| ۱۳۹۵       | فرهنگ بزرگ ضرب‌المثل‌های حوزه هلیل رود        | فرهنگ عامه | مجلد نخست این فرهنگ از حرف (الف) تا (را) در بر می‌گیرد. |
| ۱۳۹۸       | دیدنی‌های ماسوله                             | روزنه      | تصاویر این کتاب را کوروش رنجبر عکاسی کرده‌است. نویسنده در این اثر به روایت از ماسوله و تاریخ و مردم و آداب و فرهنگ آن پرداخته‌است. |

ادبیات داستانی
| سال انتشار | نام کتاب                   | انتشارات    | توضیحات |
| ---------- | -------------------------- | ----------- | --- |
| ۱۳۹۰       | زیبای هلیل                 | نون         | مجموعه هفت داستان کوتاه با روایت‌های مستقل است که مبتنی بر موضوع‌های بومی و شیوه زندگی، آداب و رسوم مردم مناطق جنوب کرمان نوشته شده‌است. «برگه امتحانی»، «سرزمین مادری» و «آهو» عنوان برخی از داستان‌های این کتاب هستند. این اثر در هفت اقلیم نامزد بخش داستان کوتاه شده‌است.                                              |
| ۱۳۹۲       | تاریک ماه                  | روزنه       | روایت تمی حماسی دارد و زندگی مردی است که ناگزیر به کوه و بیابان سر نهاده و برای مردی دیگر بازگو می‌شود. تاریک ماه برگزیده چهارمین دوره هفت اقلیم شد. |
| ۱۳۹۴       | نام دیگرش باد است؛ سینیور  | نون         | مجموعه داستان شامل هفت داستان کوتاه است. فضای روایت‌های مجموعه بیشتر عشایری است و رویدادها در نواحی عشایرنشین جنوب کرمان اتفاق می‌افتد. |
| ۱۳۹۶       | ساندویچ برای حیدر نعمت‌زاده | هوپا        | روایت طنز دو نوجوان جنوبی است که با پسر شر هم‌کلاسی درگیری و کشمکش دارند. |
| ۱۳۹۷       | شب جاهلان                  | نون         | «شب جاهلان» رمانی عاشقانه است که بر بستری تاریخی روایت می‌شود. شب جاهلان نامزد سومین دوره جایزه ادبی بوشهر شد |
| ۱۳۹۶       | قلعهٔ سموران                | نون         | بازآفرینی یک افسانهٔ کهن برای نوجوان هاست. «قلعه سموران» اثر داستانی‌ست که برپایه یک افسانه بومی شکل گرفته و در هشت فصل نوشته شده‌است. |
| ۱۳۹۸       | اوراد نیمروز               | نیماژ       | رمان دو روایت درهم‌تنیده را از سفر شخصیت اصلی‌اش به اعماق کویر لوت و زندگی عاشقانه‌اش با یک هنرمند تئاتر در تهران را شامل می‌شود. سفر او به کویر لوت، یک سفر جادویی است… اوراد نیمروز رمان شایسته تقدیر در سیزدهمین دوره جایزه ادبی جلال آل احمدمعرفی شده‌است.                                                             |
| ۱۳۹۸       | جن‌های برج کبوترخانه        | داستان جمعه | رمان «جن‌های برج کبوترخانه» ماجرای چهار نوجوان به‌نام‌های مسعود خالی‌بند (علاقه‌مند به مکانیکی)، عسکر لنگ‌دراز (عاشق فوتبال)، نعیم (دوستدار سینما) و بهزاد (شیفته رمان) است که در یک شهر کوچک تاریخی فرضی در دل کویر زندگی می‌کنند. در وسط این شهر تپه‌ای واقع شده که این نوجوان‌ها اغلب برای گپ زدن و قدم زدن به آن‌جا می‌روند. |

شعر
| سال انتشار | نام کتاب         | انتشارات   | توضیحات |
| ---------- | ---------------- | ---------- | --- |
| ۱۳۹۱       | آوازهای عقیم باد | فرهنگ عامه | مجموعه شعری است که در شصت و دو صفحه و در قالب هجده شعر به رشته تحریر درآمده. «قضیه واگنر»، «چاهیدر»، «بام‌های قیراندود»، «ایلیاتی»، «مزارع کلمبیا»، «همین که زاده‌ای از بطن بادها کافی‌ست…»، «بلوچ» و «شب از چشم زنان عنبرآباد، آفریقاتر» برخی عناوین شعرهای این کتاب است. شعرهایی به فارسی که کم و بیش با لهجه محلی اقلیم جنوب استان کرمان درآمیخته است. |

## جوایز و افتخارات
- رمان تاریک ماه برگزیده چهارمین دوره هفت اقلیم شده‌است.[۵][۶]
- رمان شب جاهلان نامزد رقابت ادبی بوشهر شده‌است.[۸]
- مجموعه داستان زیبای هلیل نامزد دومین دوره هفت اقلیم شد.[۳۴]
- نامزد نخستین دوره جایزه ادبی چهل شد.[۵۲]
- برگزیده چهارمین دوره جشنواره ادبی ماه و مهر شده‌است.[۵۳]
- برگزیده دومین جشنواره خارستان - رقابت طنز- شد.[۵۴]
- کتاب اشعار و ترانه‌های شفاهی مردمان حوزه هلیل‌رود برگزیده بخش فرهنگ شفاهی جایزه باستانی پاریزی شد.[۱۰][۵۵][۵۶]
- او با رمان اوراد نیمروز به عنوان برنده جایزه ادبی جلال آل احمد در سال ۱۳۹۹ معرفی شده‌است.[۱۱][۱۲][۱۳]

## نقد و بررسی آثار
- سیروس نفیسی منتقد ادبی دربارهٔ رمان تاریک ماه گفته‌است: «از برجسته‌ترین شاخصه‌هایی رمان تاریک ماه زبان و لحن آن است. همچنین مسئله اقلیم و فرهنگ جنوب کرمان در این روایت مهم و پررنگ است. نویسنده توانسته از آداب و رسوم، سنن و فرهنگ عامیانه مردم جنوب برای خلق روایت بهره خوبی ببرد.»[۵۷]
- بلقیس سلیمانی نیز دربارهٔ این نویسنده نوشت: «علیمرادی از غنای فرهنگی زادگاهش جنوب کرمان برای تولید آثارش به خوبی بهره گرفته‌است و به غنای زبانی داستان معاصر ایران کمک کرده‌است. همچنین او با روایت‌هایش شخصیت‌ها و آدم‌هایی را به سرزمین ادبیات داستانی ایران ارائه کرده که تاکنون اصلاً نشانی از این شخصیت‌ها و فرهنگ‌ها در داستان فارسی نبود. اقلیم شگفت داستان‌های منصور علیمرادی نیز هدیه ویژه او به خوانندگان ایرانی است.»[۵۸]
- رسول آبادیان روزنامه‌نگار و منتقد ادبی در بررسی سیاق نویسندگی، منصور علیمرادی نوشت: «نویسنده‌ای جستجوگر که موفق شده با تلفیق باورهای بومی و زندگی شهری، شیوه‌ای نو از نوشتن را تجربه کند.»[۵۹][۶۰]
- حسن زعفرانی دربارهٔ داستان‌نویسی منصور علیمرادی در روزنامه اعتماد نوشت: «علیمرادی با تجربه زیستی متفاوت و خلق فضای متنوع و بکر جنوب کرمان، آدم‌هایی را به عرصه داستان می‌آورد که یکسره، رنگ و بوی دیگر دارند؛ با پیشه و پوشاک و زبان و رفتار غریب، گویی از جهانی دیگر آمده‌اند. صدایی تازه از حنجره ای زخمی که آوازشان در برهوتی خوفناک با ساز علیمرادی، به درستی کوک شده‌است. به اختصار به دو ویژگی عمده در آثار علیمرادی اشاره می‌کنم: ۱- مکان و فضا در داستان‌های علیمرادی جایگاه ویژه دارد. این مکان که در بیشتر آثار بیابان‌ها و کوهستان‌های جنوب کرمان است، چنان در سرشت و رفتار شخصیت‌های داستان تنیده می‌شود که خود به کاراکتری مستقل و باهویت تبدیل می‌شود و ساختار داستان‌ها را بی آنکه به چشم بیاید به اثری مدرن مبدل می‌کند. در واقع مکان نه تنها بستری برای رویدادهای داستان، که خود عنصری کنش مند است و در شکل‌گیری حوادث نقش اثرگذار دارد.»[۶۱][۶۲]
- سروش مظفر مقدم نیز در روزنامه شرق نوشت: «مجموعه داستان نام دیگرش باد است سینیور اثری متفاوت است. غنای زبانی، استحکام نثر و ریتم تند و قابل توجه داستان‌ها، این کتاب را خواندنی می‌کند.»[۶۳][۶۴]
- همچنین در یادداشتی منتشر شده در روزنامه شرق آمده‌است: «داستان‌ها اغلب حال و هوایی وهم گونه دارند و به لحاظ جغرافیایی و تا حدودی به لحاظ زبانی به داستان‌های موسوم به داستان اقلیمی شبیه هستند. هراس، خشونت، فضاهای وهمناک و تاریک، روایت ذهنی و ابهام آفرینی و ایجاد تعلیق از راه شیوه روایت و شیوه دادن اطلاعات به خواننده، ازجمله ویژگی‌های بسیاری از قصه‌های منصور علیمرادی در مجموعه نام دیگرش باد است؛ سینیور هستند.»[۶۵][۶۶]
- علی عبداللهی شاعر و مترجم در روزنامه اعتماد نوشت: «شخصیت داستان‌های منصور علیمرادی خاکستری اند و در مرز خودآگاهی و ناخودآگاهی، در مرز میان جبر و اختیار مدام به این سو و آن سو می‌غلتند ولی همیشه و در همه احوال خودشان هستند و همین ویژگی است که آنها را باورپذیر و ملموس می‌کند. اتخاذ همه این تمهیدات از سوی نویسنده باعث نمی‌شود که تعلیق داستان از میان برود.»[۶۷][۶۸]
- در بررسی آثار منصور علیمرادی گفتگوهایی با او در روزنامه جام جم[۶۹][۷۰] اعتماد، پیام ما، تجربه، ابتکار و… انجام شده‌است.[۹] همچنین نقدهایی بر آثار او در رسانه‌های مختلف نوشته شده‌است.[۳۳][۷۱][۳۷][۷۲][۷۳][۷۴][۷۵][۷۶]

## داوری رقابت ادبی
منصور علیمرادی در رقابت‌های متعدد ادبی شعر و داستان و طنز نیز به عنوان داور فعالیت داشته‌است. از آن جمله به داوری در رقابت لیراو جشنواره داستان‌های بومی کنام جایزه ادبی خیام جشنوارهٔ داستان مکران جایزه ادبی مازنداران و… می‌توان اشاره کرد.